# Francisco Gallego Eraso
Francisco Gallego Eraso, "Patxi", nació en Irún, Guipúzcoa, el 1 de agosto de 1959. Es un maestro internacional de ajedrez español. Fue además concejal de HB en el Ayuntamiento de Irún entre 1987 y 1991.

## Resultados destacados en competición
Fue subcampeón de España en el año 1981 en Sevilla por detrás de Manuel Rivas Pastor.
Fue una vez Campeón del País Vasco de ajedrez, en el año 1989, en Amorebieta-Echano.